# George Lampe
George Lampe (Schiedam, 30 juli 1921 - Den Haag, 18 maart 1982) was een Nederlandse schilder, graficus en schrijver van kunstkritieken.

## Leven en werk
George Gustav Lampe volgde een opleiding aan de Koninklijke Academie in Den Haag. Hij was kunstschilder en ontwerper. Hij ontwierp onder meer textieldessins en schreef essays over moderne kunst en film.
Lampe wordt gerekend tot de Nieuwe Haagse School en was actief in bewegingen als de Posthoorngroep, Verve  en Fugare. Verder was hij lid van het schilderkundig genootschap Pulchri Studio. In 1964 volgde hij Livinus van de Bundt op als directeur van de Vrije Academie, die hij tot 1982 bleef leiden. Hij liet deze kunstacademie uitgroeien tot een omvangrijk instituut met honderden leerlingen, zoals hijzelf zei in 1969 in een interview.
Lampe was getrouwd met de Vrij Nederland-journaliste Elisabeth Maria Lampe-Santberg, beter bekend als Bibeb.

## Exposities
| Jaar | Periode         | Titel expositie                                                 | Locatie                          | Plaats       |
| ---- | --------------- | --------------------------------------------------------------- | -------------------------------- | ------------ |
| 1941 | november        | Kunst van onzen tijd                                            | Kunstzaal Plaats                 | Den Haag     |
| 1947 | december        | Kunst van onzen tijd                                            | Kunstzaal Plaats                 | Den Haag     |
| 1952 | 4 – 23 oktober  | Kunst van onzen tijd                                            | Kunstzaal Plaats                 | Den Haag     |
| 1955 | 2 – 24 juli     | -                                                               | Kunsthandel Martinus Liernur     | Den Haag     |
| 1957 | 4 – 25 sep      | -                                                               | De Posthoorn                     | Den Haag     |
| 1958 | september       | -                                                               | De Posthoorn                     | Den Haag     |
| 1961 | april           | -                                                               | De Posthoorn                     | Den Haag     |
| 1961 | 7 – 27 okt      | George Lampe en Aart van der IJssel                             | Haagse Kunstkring                | Den Haag     |
| 1961 | december        | -                                                               | Galerie 't Venster               | Rotterdam    |
| 1962 | 28 sep – 19 okt | -                                                               | Galerie het Kunstcentrum         | Den Haag     |
| 1963 | 2 – 23 feb      | -                                                               | Kunstamt Berlin (Charlottenburg) | Berlijn      |
| 1963 | 2 nov – 8 dec   | -                                                               | Zonnehof                         | Amersfoort   |
| 1964 | 18 apr – 7 mei  | -                                                               | Galerie het Kunstcentrum         | Den Haag     |
| 1964 | 12 mei – 7 jun  | Zuidhollandse Kunstenaars van Nu                                | Gemeentemuseum Den Haag          | Den Haag     |
| 1964 | 5 jun – 2 jul   | -                                                               | Galerie Waalkens                 | Finsterwolde |
| 1966 | 12 mei – 8 juni | -                                                               | Galerie Motte                    | Parijs       |
| 1968 | 12 mei- 8 jun   | Nol Kroes en George Lampe                                       | Galerij Orez                     | Den Haag     |
| 1968 | 20 dec – 12 jan | Een echte kersttentoonstelling: Stille Nacht, Heilige Nacht     | Galerie CCC                      | Vlaardingen  |
| 1978 | 14 jan – 5 feb  | -                                                               | Pulchri Studio                   | Den Haag     |
| 1981 | 12 dec – 3 jan  | -                                                               | Pulchri Studio                   | Den Haag     |
| 1999 | 18 sep – 17 okt | Nieuwe Haagse School (Jan van Heel en George Lampe)             | Kunsthandel Knoester             | Den Haag     |
| 2001 | 10 nov – 2 feb  | In Den Haag woont een barbaar – de stijl(kamers) van Jan Cremer | Gemeentemuseum Den Haag          | Den Haag     |
| 2013 | 19 jan – 10 feb | Overzichtstentoonstelling startwarehouse                        | Pulchri Studio                   | Den Haag     |